# Bogdan Gavrilă
Bogdan Cătălin Gavrilă (sinh ngày 6 tháng 2 năm 1992) là một cầu thủ bóng đá người România thi đấu ở vị trí tiền vệ chạy cánh cho câu lạc bộ Liga I CSM Politehnica Iași.

## Sự nghiệp câu lạc bộ
Ở cấp độ trẻ, Gavrilă thi đấu cho những đội bóng quan trọng ở Ý như Roma hay Lecce và ở cấp độ chuyên nghiệp thi thi đấu ở Liga I cho Oțelul Galați, Dinamo București, Petrolul Ploiești và Politehnica Iași và ở Síp cho Ethnikos Achna.